# Janata Dal (United)

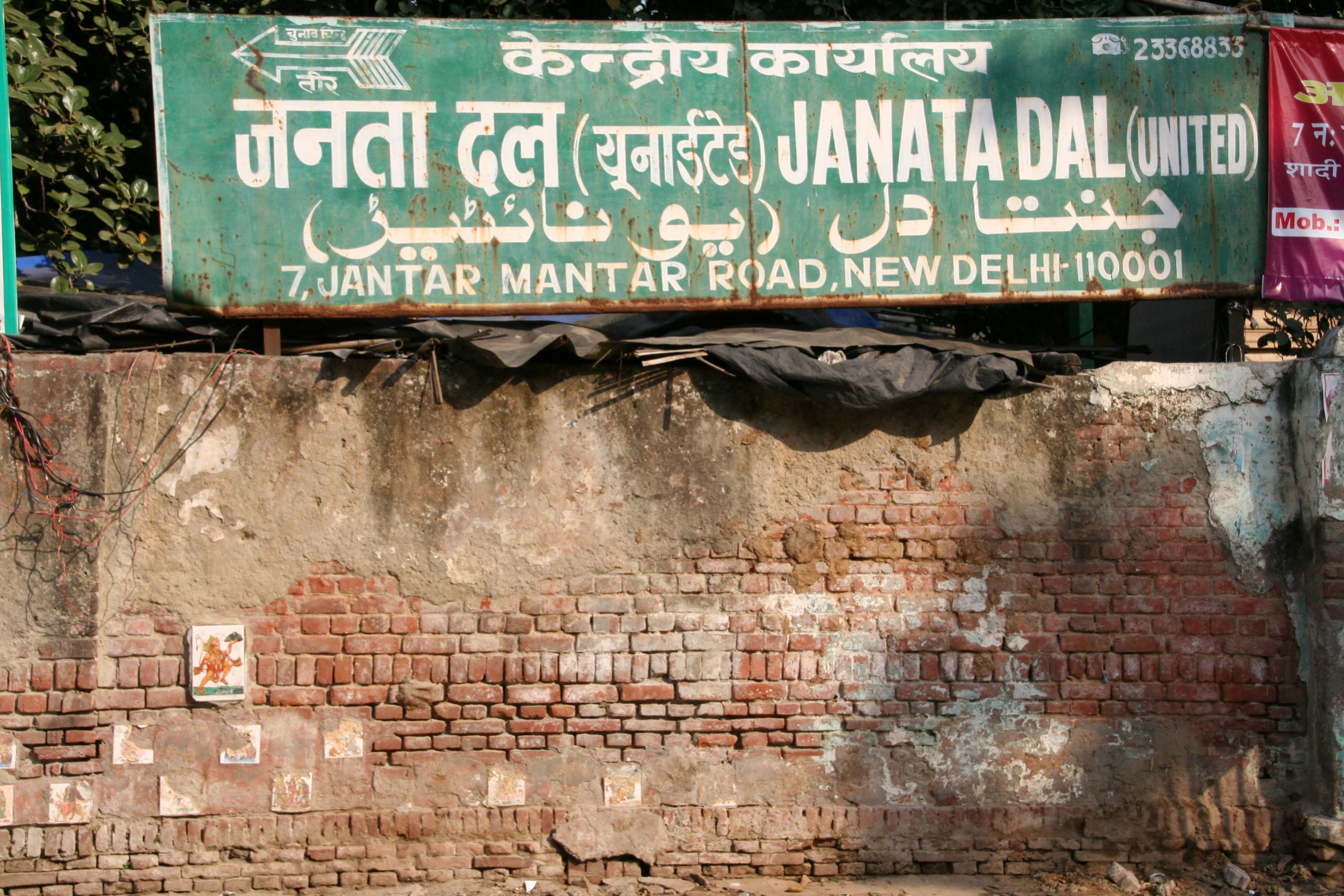

Janata Dal (United) ('Partido Popular (Unido)'), abreviado como JD(U), es un partido político indio con presencia política principalmente en el este y noreste de la India. JD(U) está reconocido como partido estatal en los estados de Bihar, Arunachal Pradesh y Manipur y es parte del gobierno en Bihar. JD(U) encabeza el gobierno de Bihar y sigue siendo el segundo partido más grande en Manipur. JD(U) ganó 16 escaños en las elecciones generales indias de 2019, lo que lo convierte en el séptimo partido más grande del Lok Sabha. JD(U) afirma que cree en la promoción de la justicia social y la elevación de los pueblos marginados.
El partido se formó con la fusión de la facción Sharad Yadav del Janata Dal, el Partido Lok Shakti y el Partido Samata el 30 de octubre de 2003, pero la Comisión Electoral de la India rechazó la fusión del Partido Samata. Después, Brahmanand Mandal, de Lok Shakti, se convirtió en presidente, pero padecía la enfermedad de Alzheimer y no se encontraba bien físicamente, por lo que Uday Mandal se convirtió en presidente y se hizo cargo del Partido Samata. El mentor y patrocinador del partido Janata Dal (United) es el veterano líder socialista George Fernandes. JD(U) es actualmente parte de la Alianza Democrática Nacional.

## Historia

### Formación

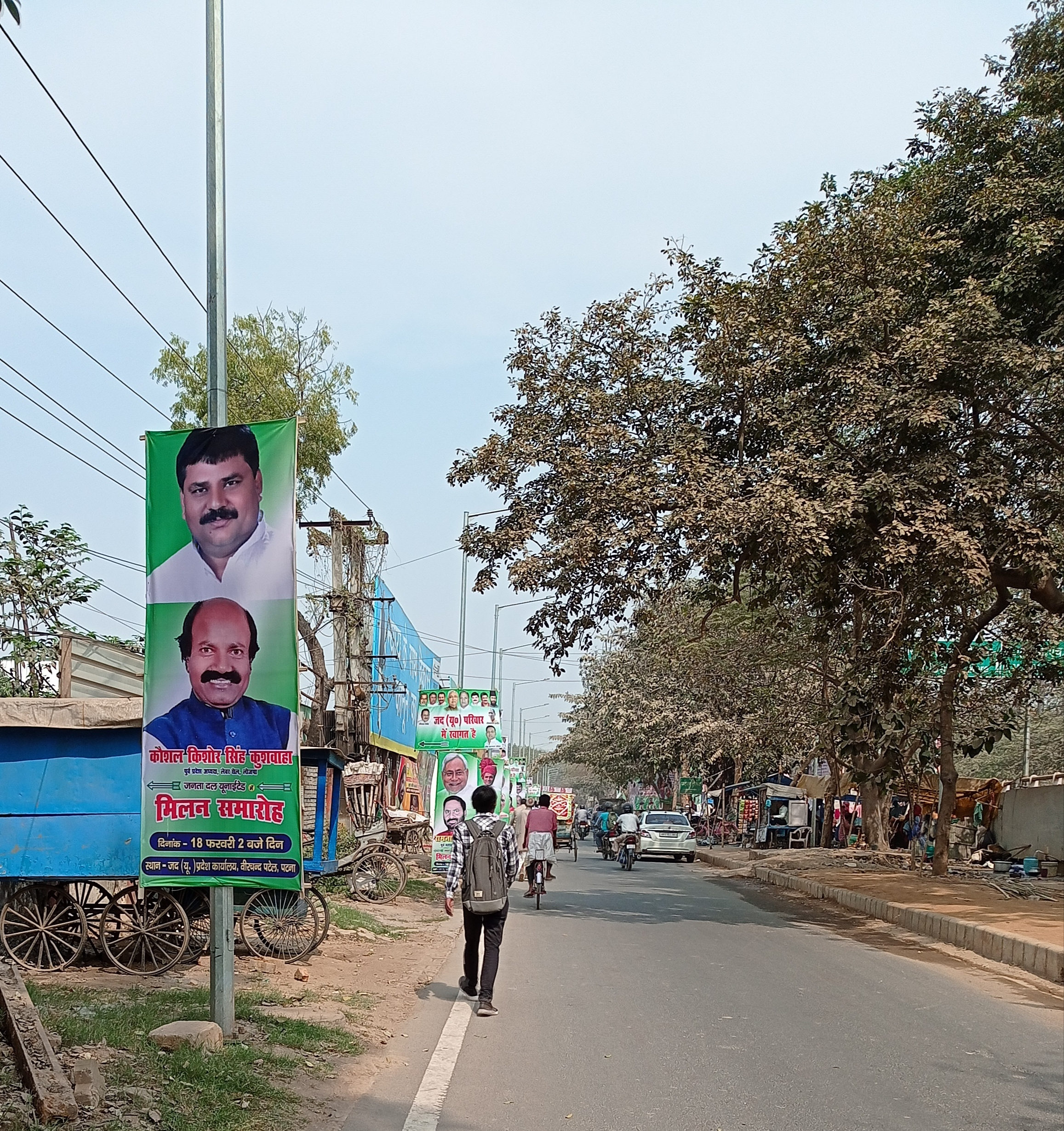
Carteles de Janta Dal (United) cerca de su sede, en Bir Chand Patel Path, Patna.

Los orígenes de Janata Dal (United) se remontan a antes de las Elecciones Generales de 1999. Una facción liderada por el entonces ministro jefe de Karnataka, JH Patel, había prestado apoyo a la Alianza Democrática Nacional, lo que provocó la división del antiguo partido Janata Dal y la formación de Janata Dal (Secular) bajo Haradanahalli Doddegowda Deve Gowda, que quería permanecer equidistante de ambos partidos nacionales. Así, Janata Dal bajo Sharad Yadav se llamó Janata Dal (United).
Janata Dal (United) se formó con la fusión de la facción Sharad Yadav del Janata Dal, el Lok Shakti y el partido Samata. El 30 de octubre de 2003, el Partido Samata liderado por George Fernandes y Nitish Kumar se fusionó con el Janata Dal. La entidad fusionada se llamó Janata Dal (United) con el símbolo de flecha de Janata Dal (Unida) y la bandera verde y blanca del partido Samata. Se cree que la fuerza unificadora es la oposición común al Rashtriya Janata Dal en Bihar, especialmente después de que Rashtriya Janata Dal diera la bienvenida al partido a rebeldes del Partido Samata como Raghunath Jha.

### En la NDA
JD(U) se unió a la Alianza Democrática Nacional y, junto con su socio de alianza, el BJP derrotó al gobierno de la UPA liderado por RJD en Bihar en noviembre de 2005. El nuevo gobierno estuvo encabezado por el líder de JD(U), Nitish Kumar, y la NDA continuó gobernando el estado. La alianza participó en las elecciones generales de India de 2009 y obtuvo 32 escaños. BJP ganó 12 mientras que JD(U) ganó 20. JD(U) ganó 115 y BJP obtuvo 91 escaños en las elecciones a la Asamblea Legislativa de Bihar de 2010. Por lo tanto, en conjunto ocupan 206 escaños en la Asamblea Legislativa de Bihar, de 243 miembros.

### Fuera de la NDA
JD(U) rompió su alianza de 17 años con BJP en Bihar en protesta por la elevación de Narendra Modi al frente del comité de campaña electoral de BJP para las elecciones generales de India de 2014. El presidente del JD(U), Sharad Yadav, y el entonces ministro jefe de Bihar, Nitish Kumar, anunciaron el fin de la coalición en una conferencia de prensa el 16 de junio de 2013, exactamente una semana después de que Narendra Modi fuera nombrado presidente del comité de campaña del BJP, quien más tarde fue nombrado candidato a primer ministro de la NDA. Justo después de esta división, Sharad Yadav renunció a su puesto como coordinador de la NDA.
JD(U) participó en las elecciones en Bihar en alianza con el Partido Comunista de la India, pero solo obtuvo dos escaños de un total de cuarenta, mientras que la alianza BJP-LJP obtuvo 31 escaños. Tras un pobre desempeño en las elecciones, Nitish Kumar dimitió como Ministro Jefe de Bihar y Jitan Ram Manjhi prestó juramento como nuevo Ministro Jefe. Cuando BJP exigió el voto de confianza para demostrar la mayoría en la Asamblea Legislativa de Bihar, RJD apoyó a JD(U) en la asamblea el 23 de mayo de 2014 para alcanzar la mayoría.

### La Mahagathbandhan (Gran Alianza)
El 29 de diciembre de 2014, el partido Socialist Janata (Democratic), con sede en Kerala, se fusionó con JD(U) con su líder, el diputado Veerendra Kumar, aceptando la bandera del partido del líder de JD(U), Nitish Kumar. Este fue un hito importante al presentar un llamamiento panindio a JD(U), que se limita en gran medida al estado de Bihar.
El 14 de abril de 2015, los partidos JD(U), Janata Dal (Secular), Rashtriya Janata Dal, Indian National Lok Dal, el Partido Samajwadi y el Partido Samajwadi Janata anunciaron que se fusionarían en una nueva alianza nacional Janata Parivar para luchar, colaborando entre sí, contra BJP, abandonando así la UPA. Pero por alguna razón esto no ocurrió y posteriormente al Partido Samajwadi se le ofrecieron 3 escaños de una asamblea de 243 en las elecciones de Bihar. Descontento con este acuerdo, abandonó la alianza y participó en las elecciones por separado. El 9 de mayo, el MLA Jitan Ram Manjhi fue expulsado del JD(U) y más tarde fundó el partido Hindustani Awam Morcha junto con otros 17 MLA disidentes del JD(U). 
En las elecciones a la Asamblea Legislativa de Bihar de 2015, JD(U) impugnó las elecciones en alianza con el RJD y el Congreso. Obtuvo 71 escaños de los 101 que disputó y la alianza obtuvo 178 escaños de los 243 de la asamblea. Posteriormente, Nitish Kumar volvió a ser Ministro Jefe de Bihar.
En las elecciones bienales al Rajya Sabha celebradas en marzo de 2016, el partido UDF, que gobernaba en el estado de Kerala, otorgó un escaño al presidente de la unidad estatal de JD(U) Kerala, el diputado Veerendra Kumar. A pesar de tener tan solo dos MLA en la Asamblea Legislativa, el Congreso le dio un lugar a su aliado.

### Alianza con la NDA
El 26 de julio de 2017 a las 17:00, Nitish Kumar presentó su dimisión como Ministro Jefe de Bihar, poniendo fin al gobierno de Mahgathbandhan (gran alianza) de 20 meses. Al día siguiente, el 27 de julio de 2017 a las 10:00, volvió a jurar como Ministro Jefe de Bihar con el apoyo de BJP. El mismo día por la noche, el diputado jefe de JD(U) de Kerala, Veerendra Kumar, anunció la separación de la unidad de Kerala de JD(U) del partido, debido a que la unidad de Bihar liderada por Nitish Kumar se unió a BJP. El 28 de julio de 2017, el nuevo gobierno de la NDA obtuvo el voto de confianza en la asamblea de Bihar con 131 votos a favor y 108 en contra; cuatro legisladores no votaron.

### Fuera de la NDA
El 9 de agosto de 2022, Nitish Kumar anunció que la alianza de JD(U) con BJP en la Asamblea Legislativa de Bihar había terminado. Además, afirmó que el nuevo gobierno de Bihar, una coalición de nueve partidos, incluidos RJD e INC, sería un «Mahagathgandhan 2.0».

### Reorganización después de las elecciones a la Asamblea de 2020
El JD(U), al igual que su padre, el Partido Samata, contaba con el apoyo central de las castas Kushwaha y Kurmi, que surgieron en la gran manifestación organizada en 1993 en Gandhi Maidan, Patna. En las elecciones a la Asamblea de 2020, el partido tuvo un mal desempeño y sus escaños en la Asamblea Legislativa de Bihar se redujeron a 43 desde los 75 que consiguió en las elecciones de 2015. La ruptura de la facción liderada por Upendra Kushwaha, quien fundó el Partido Rashtriya Lok Samata, fue reconocida como una de las principales razones detrás de la reducción de la base de apoyo del partido en muchos distritos electorales. En un intento por conservar el apoyo de su principal base de votantes, el partido realizó varios cambios organizativos, como nombrar a Ramchandra Prasad Singh como presidente nacional del partido y a Umesh Kushwaha como presidente estatal. Mientras tanto, también intentó dar efecto a la fusión del RLSP liderado por Upendra Kushwaha consigo mismo. El RLSP se formó como resultado de una división en JD(U) en 2013. Inmediatamente después de la fusión, Upendra Kushwaha fue nombrado presidente de la junta parlamentaria del partido.

## Desempeño electoral

### Elecciones de Lok Sabha
| Lok Sabha      | Elecciones | Escaños reclamados | Escaños ganados | Votos encuestados | % de votos | Estado (escaños)                          | Referencias |
| 14.º Lok Sabha | 2004       | 73                 | 8               | 9 144 963         | 2.53       | Bihar (6) Lakshadweep(1) Uttar Pradesh(1) | [ 28 ]      |
| 15.º Lok Sabha | 2009       | 27                 | 20              | 5 936 786         | 1.5        | Bihar (20)                                | [ 28 ]      |
| 16.º Lok Sabha | 2014       | 93                 | 2               | 5 992 281         | 1.08       | Bihar (2)                                 | [ 28 ]      |
| 17.º Lok Sabha | 2019       | 24                 | 16              | 8 926 679         | 1,45       | Bihar(16)                                 | [ 28 ]      |
| 18.º Lok Sabha | 2024       | 16                 | 12              | 8 025 000         | 1.25       | Bihar(16)                                 | [ 28 ]      |

### Elecciones a la asamblea
| Vidhan Sabha                              | Elecciones      | Escaños reclamados | Escaños obtenidos | % de votos | % de votos en escaños reclamados | Votos al partido | Referencias      |
| Asamblea Legislativa de Bihar             |                 |                    |                   |            |                                  |                  |                  |
| 12.º Vidhan Sabha                         | Febrero de 2005 | 138                | 55                | 14.55      | 26.41                            | 3 564 930        | [ 29 ]           |
| 13.º Vidhan Sabha                         | Octubre de 2005 | 139                | 88                | 20.46      | 37.41                            | 4 819 759        | [ 29 ]           |
| 14.º Vidhan Sabha                         | 2010            | 144                | 115               | 22.58      | 38.77                            | 6 561 906        | [ 29 ]           |
| 15.º Vidhan Sabha                         | 2015            | 101                | 71                | 16.8       | 40.65                            | 6 416 414        | [ 29 ]           |
| 16.º Vidhan Sabha                         | 2020            | 115                | 43                | 15.39      | 32.83                            | 6 485 179        | [ 29 ]           |
| Asamblea Legislativa de Jharkhand         |                 |                    |                   |            |                                  |                  |                  |
| 2.º Vidhan Sabha                          | 2005            | 18                 | 6                 | 4.0        |                                  |                  |                  |
| 3.º Vidhan Sabha                          | 2009            | 14                 | 2                 | 2.78       |                                  | 285 565          |                  |
| 4.º Vidhan Sabha                          | 2014            | 11                 | 0                 | 0.96       |                                  | 133 815          |                  |
| 5.º Vidhan Sabha                          | 2019            | 45                 | 0                 | 0.73       |                                  | 110 120          | [ 30 ]           |
| Asamblea Legislativa de Arunachal Pradesh |                 |                    |                   |            |                                  |                  |                  |
| 7.º                                       | 2019            | 14                 | 7                 | 9.89       |                                  | 61 324           | [cita requerida] |
| Asamblea Legislativa de Manipur           |                 |                    |                   |            |                                  |                  |                  |
| 13.º                                      | 2022            | 38                 | 6                 | 10.77      |                                  | 200 100          | [cita requerida] |

## Miembros destacados
- Nitish Kumar, presidente nacional, ministro jefe de Bihar.[31]
- Rajiv Ranjan Singh, miembro del Parlamento y expresidente de Bihar JD(U).[32]

- Umesh Kushwaha, presidente del estado de Bihar, Janata Dal (Estados Unidos).[33][34]
- Ramsewak Singh Kushwaha, Secretario General Nacional.[35]
- Santosh Kumar Kushwaha, Secretario General Nacional.[36]
- Kushwaha Ramkumar Sharma, Secretario General Nacional.[36]
- Shri Bhagwan Singh Kushwaha, Secretario General Nacional.[36]
- KC Tyagi, asesor especial y portavoz nacional.[37][38]

- Vijay Kumar Chaudhary, expresidente de la Asamblea Legislativa de Bihar, expresidente de Bihar JD (U) y exlíder del Partido Legislativo JD(U).[39]
- Harivansh Narayan Singh - Vicepresidente de Rajya Sabha (2018)
- Bashistha Narain Singh, miembro del Parlamento de Rajya Sabha. [40]
- Ram Nath Thakur, líder del partido JDU en Rajya Sabha. [41]
- Bijendra Prasad Yadav, Ministro de Energía, Registro, Impuestos Especiales y Prohibición, Gobierno de Bihar

## Lista de ministros jefe

### Ministros principales de Bihar
| Número | Nombre           | Distrito electoral | Periodo en oficio       | Periodo en oficio       | Duración           | Asamblea | Ministerio        |
| 1      | Nitish Kumar     | MLC                | 24 de noviembre de 2005 | 26 de noviembre de 2010 | 8 años y 177 días  | 14       | Nitish Kumar II   |
| 1      | Nitish Kumar     | MLC                | 26 de noviembre de 2010 | 20 de mayo de 2014      | 8 años y 177 días  | 15       | Nitish Kumar III  |
| 2      | Jitan Ram Manjhi | Makhdumpur         | 20 de mayo de 2014      | 22 de febrero de 2015   | 278 días           | 15       | Manjhi            |
| (1)    | Nitish Kumar     | MLC                | 22 de febrero de 2015   | 20 de noviembre de 2015 | 10 años y 146 días | 15       | Nitish Kumar IV   |
| (1)    | Nitish Kumar     | MLC                | 20 de noviembre de 2015 | 26 de julio de 2017     | 10 años y 146 días | 16       | Nitish Kumar V    |
| (1)    | Nitish Kumar     | MLC                | 26 de julio de 2017     | 16 de noviembre de 2020 | 10 años y 146 días | 16       | Nitish Kumar VI   |
| (1)    | Nitish Kumar     | MLC                | 16 de noviembre de 2020 | 9 de agosto de 2022     | 10 años y 146 días | 17       | Nitish Kumar VII  |
| (1)    | Nitish Kumar     | MLC                | 9 de agosto de 2022     | En ejercicio            | 10 años y 146 días | 17       | Nitish Kumar VIII |

## Presidentes nacionales
| Número | Retrato | Nombre (Nacimiento-Muerte)        | Periodo en oficio       | Periodo en oficio       | Periodo en oficio  |
| ------ | ------- | --------------------------------- | ----------------------- | ----------------------- | ------------------ |
| Número | Retrato | Nombre (Nacimiento-Muerte)        | Comienzo                | Fin                     | Duración del cargo |
| 1      |         | Sharad Yadav (1947-2023)          | 30 de octubre de 2003   | 10 de abril de 2016     | 12 años y 163 días |
| 2      |         | Nitish Kumar (n. 1951)            | 10 de abril de 2016     | 27 de diciembre de 2020 | 4 años y 261 días  |
| 3      |         | Ramchandra Prasad Singh (n. 1958) | 27 de diciembre de 2020 | 6 de julio de 2022      | 1 año y 191 días   |
| 4      |         | Lalan Singh (n. 1955)             | 31 de julio de 2021     | 29 de diciembre de 2023 | 2 años y 151 días  |
| (2)    |         | Nitish Kumar (n. 1951)            | 29 de diciembre de 2023 | En ejercicio            | 1 año y 231 días   |